# Mr. Jones (песня Pop Smoke)
«Mr. Jones» — песня американского рэпера Pop Smoke при участии другого американского рэпера Фьючера из его второго посмертного студийного альбома Faith (2021). Она была выпущена в качестве ведущего сингла в тот же день, что и сам альбом, 16 июля 2021 года на лейблах Victor Victor Worldwide и Republic Records. Песня была написана Pop Smoke и Фьючером вместе с
продюсерами CashMoneyAP, Foreign Teck, W Lucas и Los the Producer. В тексте песни Pop Smoke и Future рассказывают о своем роскошном образе жизни.
В коммерческом плане песня достигла 71 места в американском Billboard Hot 100 и 70 места в Billboard Global 200. Она также заняла 49-е место в чарте Canadian Hot 100. Ремикс на песню «Mr. Jones» при участии пуэрто-риканского рэпера Anuel AA был издан в делюкс-версии альбома 30 июля 2021 года. Музыкальное видео на песню было снято режиссером HidJi, в нем Pop Smoke проводит время, находясь в ночном клубе Mr. Jones в Майами, штат Флорида. В клипе также показаны кадры, в которых Фьючер общается с женщинами в баре.

## История и содержание
Слитая версия песни американского рэпера Pop Smoke «Mr. Jones» была записана в 2019 году, а затем в 2021 году всплыла в сети. В версии 2019 года отсутствовал вокал американского рэпера Фьючера, так как он добавил свой текст позже, уже после смерти Pop Smoke. Песня была выпущена в качестве ведущего сингла в тот же день, что и второй посмертный студийный альбом Pop Smoke, Faith (2021). Она также была выпущена в качестве тринадцатого трека в альбоме. Ремикс на песню при участии пуэрто-риканского рэпера Anuel AA был выпущен в делюкс-версии альбома 30 июля 2021 года.
Песня была написана Pop Smoke и Фьючером вместе с ее продюсерами CashMoneyAP, Foreign Teck, Los the Producer, JW Lucas. По словам Джона Пауэлла из Revolt, Pop Smoke и Фьючер читают о «своей жизни рок-звезд». Митч Финдли из издания HotNewHipHop заявил, что «загадочный бит добавляет песне манящий эффект таинственности; не угрожающий, но вызывающий меланхолию». Он продолжил, отметив, что оба «рэпера точно знают, как спланировать свой стиль: и Pop Smoke, и Фьючер одинаково представляют себе спокойные, но изменчивые размышления о светской жизни».

## Рецензии
Робин Мюррей из Clash сказал, что Фьючер «преобладает в песне „Mr. Jones“, и его голос, как будто, привносит свежие нотки в мощные биты Pop Smoke». Пишущий для Variety, Эй Ди Амороси назвал трек «брутальным», и считает, что Фьючер «звучит так, словно он побуждает Pop Smoke читать рэп в своем наиболее грозном и агрессивном стиле». По мнению Финдли, «Mr. Jones» — это «легкий релиз для тех, кто хочет расслабиться и поймать волну. Pop Smoke и Фьючер звучат словно родственные души, разделяя как интересы, так и общие черты друг друга». Песня «Mr. Jones» заняла 71 место в Billboard Hot 100, 26 место в Hot R&B/Hip-Hop Songs и 70 место в Billboard Global 200. Песня также заняла 49-е место в Canadian Hot 100.

## Музыкальное видео

### История и краткий обзор
Музыкальное видео на песню Mr. Jones было выпущено в тот же день, что и песня. Режиссером выступил HidJi из AWGE. В видео представлены архивные и другие кадры, показывающие, как Поп Смоук в ночном клубе «Мистер Джонс» в Майами, штат Флорида, выступает на сцене, тусуется со своими друзьями и близкими, употребляет алкоголь и пребывает в окружении девушек. В клипе также представлены кадры, на которых Future общается с множеством девушек, сидя на розовом диване с моделью и другом под маской, тусуется в баре, выступает на концерте и посещает стриптиз-клуб. В конце ролика показан автомобиль, едущий по шоссе на закате, а за окном автомобиля сидит женщина с ангельскими крыльями.

### Оценка критиков
Музыкальное видео получило положительные отзывы критиков. Пишущий для HotNewHipHop, Арон Эй заявил, что визуальное видео является «визуальной обработкой» для песни. Пол Дуонг из Rap Radar сказал, что видео — это «яркий видеоряд, насыщенный красотой». По мнению HipHopWired, визуальный ряд поддерживает память о музыканте.

## Чарты
| Чарт (2021)                           | Высшая позиция |
| ------------------------------------- | -------------- |
| Канада (Billboard Canadian Hot 100)   | 49             |
| Мир (Billboard Global 200)            | 70             |
| США (Billboard Hot 100)               | 71             |
| США (Billboard Hot R&B/Hip-Hop Songs) | 26             |